# Thomas C. Goodwin
Thomas Campbell Goodwin junior (* 16. Oktober 1941 in Baltimore, Maryland, USA; † 11. Dezember 1992 in Washington, D.C., USA) war ein US-amerikanischer Filmproduzent.

## Leben und Werk
Thomas C. Goodwins Eltern waren Ärzte, die sich einen Namen für ihre Arbeit mit autistischen Kindern machten. Nach seinem Abschluss an der Harvard University arbeitete er zwei Jahre als Seemann auf einer Yacht. Er begann seine Filmkarriere 1966 in The Factory bei Andy Warhol. Später war er Regieassistent bei dem Film Rainbow Bridge mit Jimi Hendrix, und er war an allen zwölf Folgen der Serie An American Family beteiligt.
1974 gründete er zusammen mit Gerardine Wurzburg die Film- und Videoproduktionsfirma State of the Art, Inc, die die beiden bis zu seinem Tod gemeinsam leiteten. In dieser Zeit produzierten sie mit State of the Art mehr als 50 Filme, die mehrere Preise gewannen. So wurde er 1982 zusammen mit Bill Coyle und Gerardine Wurzburg für den Film We Dig Coal, a Portrait of Three Women für einen Emmy in der Kategorie Videotape Editors nominiert. Sein letzter Film war Educating Peter aus dem Jahr 1992 über einen Jungen mit Down-Syndrom in einer Regelschule. Für diesen Film gewann er 1993 zusammen mit Gerardine Wurzburg postum einen Oscar in der Kategorie Bester Dokumentarfilm (Kurzfilm). Gerardine Wurzburg nahm den Oscar für ihn an und widmete den Preis ihm und seiner Frau.
Thomas C. Goodwin starb am 11. Dezember 1992 an Prostatakrebs.